# روز باك
روز باك (بالإنجليزية: Rose Pak)‏ هي ناشطة سياسية وصحفية أمريكية، ولدت في 1947 في خونان في الصين، وتوفيت في 18 سبتمبر 2016.